# Arvid Aae
Arvid Aae (født 1. juli 1877 i Hjortsberga, Sverige; død 12. august 1913 i Ludvigslyst ved Silkeborg) var en dansk maler.

## Karriere
Aae gennemførte først en treårig læretid som dekorationsmaler og studerede derefter på Vermehrens Malerskole og fra 1896 til 1901 på Kunstakademiet i København. Et rejsestipendium fra akademiet gjorde det muligt for ham at rejse til Italien og Paris i 1905/06. Han blev gift med maleren Olga Harriet Aae, født Rasmussen (* 1877; † 1965), den 15. april 1905.
Han malede portrætter, især børneportrætter, og genrescener. Han skabte også en altertavle i kirken i Brande i samarbejde med Carl Milton Jensen.